# Цзин-цзун (император Западного Ся)
Цзин-цзун (кит. упр. 景宗, пиньинь Jingzong), личное имя Ли Юаньхао (кит. упр. 李元昊, пиньинь Lǐ Yuánhào) — основатель и первый император Западного Ся (1038—1048). Сын предыдущего лидера тангутов, после смерти своего отца в 1032 году он стал вождём. Его описывали как талантливого полководца, мечтавшего стать независимым правителем.
В 1038 году порвал с вассальной зависимостью от Китая и основал собственную династию тангутских правителей Ся. При нём была создана система письменности тангутского языка на основе китайского иероглифического письма.
В конце 1047 году против Юаньхао был организован заговор, в котором участвовал его сын Нинлингэ, который ранил отца копьем в лицо. Заговор был подавлен, императорская стража перебила часть заговорщиков, в том числе погиб и Нинлингэ. Юаньхао умер от ран в 1048 году.